# 루갈 번스타인
루갈 번스타인(Rugal Bernstein)은 SNK에서 만든 게임인 킹 오브 파이터즈의 등장인물이다. 킹 오브 파이터즈의 보스로서 더 킹 오브 파이터즈 94부터 출전하였다. 
용호의 권과 아랑전설의 크로스 오버 게임인 킹 오브 파이터즈의 등장인물로 창조 되었으며, 초기 컨셉은 기스 하워드와 볼프강 크라우저를 합친 컨셉이었다. 그 결과 아랑전설에서도 용호의권에서도 보기 힘든 난이도 높은 보스캐릭터로 탄생하였다.
루갈은 거대 무기상으로서 자신의 전용 항공모함 블랙 노아호를 갖고 있다. 또한 매츄어나 바이스와 비슷한 외모의 비서들을 상당히 많이 배하에 두고 있다. 루갈은 여기에 그치지 않고 세계를 정복하려는 야심에 가득찼던 탓에 자신을 수사하는 하이데른과 대립, 결국 직접 하이데른을 찾아가서 경호 병력 50명을 맨 손으로 죽인 뒤 하이데른의 아내와 딸, 그리고 하이데른의 한쪽 눈을 앗아가게 된다.
루갈은 세계를 정복하기 위해 오로치 일족의 힘이 필요했고 오로치 일족의 힘을 빼앗기 위해 25살이 되던 해 오로치 일족의 총책임자인 게닛츠에게 시비를 걸었다. 그러나 이렇게 해서 야기된 결투에서 루갈은 격투기에 천부적 재능을 지닌 데다가 폭풍을 자유자재로 다룰 수 있는 게닛츠에게 일방적으로 패해 한쪽 눈을 실명하게 된다. 그럼에도 불구하고 게닛츠는 "평범한 인간이 오로치 일족의 힘을 얻으면 어떻게 될까?"라는 실험을 하기 위해 루갈에게 오로치 일족의 힘을 순순히 내주면서 매츄어와 바이스를 비서로 잠복시켜 루갈을 감시했다.
루갈은 KOF94에서 쿠사나기 쿄에게 패배했지만 다시 KOF95를 개최하고 쿠사나기 사이슈를 바이스에게 지시하여 세뇌시킨 뒤 자신의 편으로서 쿄를 공격하도록 했다. 그러나 루갈은 다시 패배하고 이에 루갈은 오로치 일족의 힘을 사용하려 했으나 루갈의 몸이 보통 평범한 사람의 몸이었던 탓에 오로치 일족의 힘은 루갈의 육체에 적응하는 것을 거부했다. 이 때문에 루갈은 자폭했다.
루갈 번스타인의 성우는 더 킹 오브 파이터즈 98까지 아라이 토시미츠였으나 더 킹 오브 파이터즈 2002부터 와카모토 노리오로 바뀌었다. 킹오브 시리즈의 보스 캐릭터로 98um과 2002um의 드림매치를 포함하면 무려 6번이나 최종보스로 등장한다.
이외의 행적이 있다면 스트리트 파이터 시리즈에서도 언급되는데 가일을 거의 초죽음이 되도록 구타를 한 적이 있다.

## 기스 하워드 + 볼프강 크라우저
루갈 번스타인은 그 컨셉 자체가 "여태껏 아랑전설이나 용호의권에서 등장했던 모든 캐릭터들 중 최강으로 만들자"였다. 그 결과 루갈은 볼프강 크라우저의 외모에 옷만 바꿔 입히고 성능상으로는 기스 하워드의 열풍권과 볼프강 크라우저의 카이저웨이브를 장착했고 또한 같은 공격패턴을 지닌 료 사카자키나 로버트 가르시아에 대응하기 위해 장풍을 반사하는 필살기까지 추가했다. 그 결과 루갈은 '용호의 권'에 어울리는 캐릭터가 되었고 난이도 역시 상당히 높아졌다.
이 때문에 루갈이 기스 하워드와 볼프강 크라우저의 형이 아닌가 하는 이론도 제기되었으나 근거가 없어 사실이 아닌 것으로 판명되기도 했다. 실제로 KOF 96에서는 기스 하워드, 볼프강 크라우저와 이복 형제라는 설정이 덧붙여졌지만 얼마 지나지 않아 삭제되었다.

## 캡콤 대 SNK 시리즈에 등장하는 루갈 번스타인
캡콤 VS SNK에서 루갈 번스타인은 3레이셔로 등장했으나 1~2레이셔 캐릭터들이 강세였던 데다가 3레이셔 중에서는 사가트만 유일하게 강한 본작의 특성상 그다지 큰 위력을 보여주지 못했다. 하지만 동네북 수준으로 본작에서 가장 약한 니카이도 베니마루와는 달리, 3레이셔인 덕분에 공격력, 방어력, 체력을 어느 정도는 보유하고 있으며 키가 커서 리치도 긴 편이라 중간 정도의 성능을 내는 것이지 아예 허약한 캐릭터는 아니다. 캡콤 VS SNK2에서는 기게이지가 없는 상태에서의 연속기가 불안정한 반면 일단 기게이지가 모였다면 강력한 화력을 발휘할 수 있는 상급자용 캐릭터. 노멀 루갈 이외에 고우키의 살의의 파동을 흡수했다는 설정의 갓 루갈이 신 고우키와 함께 작중 최종 보스 위치로 등장하며, 플레이 중 특정 조건을 만족시킴으로써 둘 중 어느 쪽이 보스로 나오게 할지를 결정할 수 있다. 
객관적인 성능으로 봤을 때 갓 루갈의 성능은 신 고우키보다 상당히 뒤쳐진다. 같은 게이지 3줄짜리 초필살기인 갓 엔드와 순옥살은 신 고우키의 재계와 순옥살에 비해 그 효용성 및 데미지가 확연히 떨어진다. 더군다나 대형 장풍이 KOF에서처럼 일반 장풍을 뭉개버리는 판정이 아니라 일반 장풍과 동일한 판정이기 때문에 루갈의 카이저 웨이브는 전부 모아서 사용해야 고우키의 진공 파동권과 판정이 동일해진다. 이 때문에 카이저 웨이브는 쏘는 데 시간이 너무 오래 걸려 사실상 사용하지 못한다. 게이지가 없을 때 연속기가 빈약하다는 건 노멀 루갈과 별반 틀린 점이 없으며 다만 신 고우키보다 방어력이 약간이나마 더 강하고 점프가 상당히 낮기 때문에 기습 점프 러시에 꽤 유리하다.

## 루갈 번스타인의 기술
- 열풍권 - 기스하워드가 사용하는 것과 동일하다. 기스 하워드한테서 압수해서 쓰는 기술이다.
- 갓프레스 - 상대를 끌고 가서 벽에 꽂는 기술이다. 달릴 때 무방비 상태이기 때문에 기습 용도로만 사용할 수 있다.
- 카이저 웨이브 - 볼프강 크라우저와 동일하지만 초필살기가 아닌 일반 필살기로 사용한다. 볼프강 크라우저한테서 압수해서 쓰는 기술이다.
- 제노사이드 커터 - 다리를 크게 휘둘러 상대를 베어버리는 루갈 특유의 필살기. 98 이후의 오메가 루갈 부터는 여러 번의 추가타가 생겼다. 오로치도 사용한다.
- 다크 배리어 - 상대방의 장풍공격을 반사한다. 94에서는 자체 데미지가 없었지만, 95부터는 자체 데미지도 존재한다.
- 기간틱 프레셔 - 95부터 사용한 초필살기. 갓프레스와 비슷하지만 적을 벽에 꽂을 때 오로치의 힘을 상징하는 해골기둥이 올라온다.
- 데드 엔드 스크리머 - 98에서 사용한 초필살기. 상대의 머리 위를 밟아 눕힌 후 가운데에서 드릴처럼 뱅글뱅글 돌리고 날려버린다.
- 제노사이드 헤븐 - CVS 시리즈에서 사용한 초필살기. 발차기 공격을 수 차례 날린 뒤 제노사이드 커터로 마무리한다.

## 오메가 루갈의 기술
- 그래비티 스매시 - 카이저 웨이브를 모을 때와 비슷한 자세로 기를 모으고, 이 때 공격판정을 가진 구체가 루갈의 상반신을 감싼다. 모은 뒤에는 구체를 전방으로 발사하며 공중에서도 사용 가능하다.
- 배니싱 러시 - 순간적으로 사라지듯이 이동하면서 적을 스쳐지나가 공격한다.
- 루갈 익스큐션 - 초필살기. 적을 들어올린 뒤 기본잡기의 강화판인 듯한 공격을 하고 던져버린다.
- 디스트럭션 오메가 - 초필살기. 적을 낚아챈 뒤 난무 공격을 날리고 제노사이드 커터로 마무리한다.
- 카이저 피닉스 - 2002에서 사용한 초필살기. 카이저 웨이브를 레벨 랜덤으로 마구 발사한다.

## 갓 루갈의 기술
- 갓 레인 - 고우키의 아수라섬공을 자신의 것으로 만든 기술.
- 라스트 저지먼트 - 초필살기. 고우키의 순옥살을 자신의 것으로 만든 기술.
- 갓 엔드 - 초필살기. 상대의 복부에 손을 찔러넣어 들어올린 뒤 그대로 수 차례 해골기둥을 터뜨린다.

## 루갈 번스타인의 가족
- 아들 아델하이드 번스타인 - 아버지에게서 능력을 물려받았다. 성격은 아버지인 루갈과 대조적인데 상대격투가에 대한 예의가 바르고 자신이 패배할 경우 자폭하는 루갈과는 달리 무사히 돌려보내주며 의료비까지 지원해준다. 또한 아버지의 원수인 하이데른과 협력관계를 가지고 있다. 이는 자신이 아버지와 다른사람이라는 걸 스스로 증명하고 싶은 이유이기도 하다.
- 딸 로즈 번스타인 - 아버지에게서 성격을 물려받았다. 그래서 타인에 대한 배려는 없을뿐더러 자신보다 부를 가지지 못 한자에게 초면이라 해도 깔보는 성향있고 상대의 기분을 매우 불쾌하게 하는 말투를 가지고 있다. 한편으론 오빠인 아델하이드에게 상당히 의지를 많이 하지만 종종 성격차이 때문에 다투는 경우가 많다.

## (주)캡콤과의 시비의 발단
루갈 번스타인의 취미는 자신이 쓰러뜨린 격투가를 조각상으로 만들어 수집한다는 설정을 뒀다. 
그런데 이는 킹 오브 파이터즈의 개발업체인 (주)SNK가 캡콤에 대한 암묵적 시비로서 만든 설정이다. 그 조각상에 하필 스트리트파이터 최강의 캐릭터인 고우키와, 스트리트파이터2에서 비교적 고성능을 갖고 있는 캐릭터인 가일이 조각되어 있었다. 이에 격분한 캡콤 측에서는 로버트 가르시아에 료 사카자키의 도복을 입힌 '히비키 단'이라는 캐릭터를 만들었는데 '용호의 권'시리즈에서 기력 게이지가 모두 소모되었을 경우 장풍이 제대로 나가지 않는 점을 이용해 이를 비꼬아 만든 비하캐릭터였다. 이것으로 SNK과 캡콤은 서로 상대방의 회사에서 만든 게임을 비하하는 싸움을 시작했으나 결국 2000년대 초반에 들어서면서 아케이드 대전액션 게임 자체가 흔들거리는 모습을 보여주자 양사는 손을 잡고 판권을 교환, 캡콤에서는 '캡콤 VS SNK'를, SNK에서는 'SNK VS 캡콤 카오스'를 개발했다.

## 루갈을 연기한 배우
- 레이 파크 - 2010년 영화 《더 킹 오브 파이터즈 (영화)》